# Asian Test Championship 2001/02
Die Asian Test Championship 2001/02 war ein Test-Cricket-Turnier, das zwischen dem 29. August 2001 und 10. März 2001 in Pakistan und Sri Lanka ausgetragen wurde. Beteiligt waren, nachdem sich Indien zurückgezogen hatte, die drei asiatischen Test-Nationen, Bangladesch, Pakistan und Sri Lanka. Im Finale konnte sich Sri Lanka mit 8 Wickets gegen Pakistan durchsetzen.

## Vorgeschichte
Es war nach der Asian Test Championship 1998/99 die zweite Austragung des Wettbewerbes. Ursprünglich sollte auch Indien an dem Turnier teilnehmen, jedoch wurden im August Forderungen erhoben das Finale nicht wie vorgesehen in Dhaka auszutragen. Daraufhin wurde die Entscheidung über die Teilnahme Indiens vom Verband Board of Control for Cricket in India an die indische Regierung abgetreten. Das führte zu Drohungen seitens des ACC an die indische Seite, die diese empört zurückwies. Letztendlich entschied die Regierung das das indische Team nicht an dem Turnier teilnehmen solle und begründete das vornehmlich mit dem gestörten Verhältnis zu Pakistan. Daraufhin setzte der ACC das Turnier neu an.

## Format
Es wurde das Wertungssystem der vorhergehenden Austragung weitestgehend übernommen, jedoch mit einigen Änderungen versehen. Die drei Mannschaften spielten in einer Vorrundengruppe jeweils gegeneinander. Die beiden Gruppenersten qualifizieren sich für das Finale. In der Gruppe werden für einen Sieg 12, für ein Unentschieden 6 Punkte und für ein Remis oder eine Niederlage keine Punkte vergeben. Des Weiteren gibt es Bonuspunkte für Bowling und Batting-Leistungen innerhalb der ersten 100 Over im jeweiligen ersten Innings und für den Gewinn mit einem Innings Vorsprung.

## Stadien
Die folgenden Stadien wurden für die Tour als Austragungsort vorgesehen.
| Stadion                            | Stadt   | Kapazität | Spiele  |
| ---------------------------------- | ------- | --------- | ------- |
| Sinhalese Sports Club Ground (SSC) | Colombo | 10.000    | 2. Test |
| Gaddafi Stadium                    | Lahore  | 60.000    | Finale  |
| Multan Cricket Stadium             | Multan  | 30.000    | 1. Test |

## Vorrunde

### Tabelle
Am Ende der Vorrunde gestaltete sich die Tabelle wie folgt:
| Team        | Sp. | S | N | R | Bat | Bwl | WI | Ded | Punkte |
| ----------- | --- | - | - | - | --- | --- | -- | --- | ------ |
| Pakistan    | 1   | 1 | 0 | 0 | 4   | 4   | 4  | 0   | 24     |
| Sri Lanka   | 1   | 1 | 0 | 0 | 4   | 4   | 4  | 0   | 24     |
| Bangladesch | 2   | 0 | 0 | 2 | 0   | 0   | 0  | 0   | 0      |

Sieg: 12 Punkte; Remis: 0 Punkte

### Erster Test in Multan
| 29. August – 2. September Scorecard | Multan | Bangladesch 134 (41.1) & 148 (41.4)             | – | Pakistan 546-3d (114.5) |
|                                     |        | Pakistan gewinnt mit einem innings und 264 Runs |   |                         |

Bangladesch gewann den Münzwurf und entschied sich als Schlagmannschaft zu beginnen. Dort konnte sich kein Spieler der bangladeschischen Mannschaft etablieren. Vor allem der pakistanische Bowler Danish Kaneria, der 6 Wickets für 42 Runs erzielte, setzte das Team unter Druck. Mehrab Hossain war mit 19 Runs noch der beste Run-Scorer des Teams. Im 42. Over fiel nach 134 Runs das letzte Wicket des bangladeschischen Teams und Pakistan war klar im Vorteil. In ihrer Antwort konnte Pakistan mit den Eröffnungs-Schlagmännern Saeed Anwar und Taufeeq Umar schnell die Run-Zahl von Bangladesch einholen. Anwar schied im 34. Over mit einem Century von 101 Runs in 104 Bällen aus, Umar beendete den Tag, der beim Stand von 219/2 seinen Abschluss fand. Am zweiten Tag konnte Pakistan Bangladesch dominieren. Umar verlor sein Wicket nach 104 Runs in 163 Bällen. Ihm folgten Inzamam-ul-Haq mit 105 Runs aus 163 Bällen, Mohammad Yousuf mit 102* Runs in 154 Bällen und Abdul Razzaq mit 110* Runs in 100 Bällen. Die fünf Centuries in einem Innings waren Rekord im Test-Cricket. Bester bangladeschischer Bowler war Mohammad Sharif mit 2 Wickets für 110 Runs. Bangladesch verlor bis zum Ende des Tages noch drei Wickets und beendete den Tag mit 55/3. Am dritten Tag war für Bangladesch vor allem Habibul Bashar mit 56* Runs, der sich etablieren konnte. Jedoch konnte nur Hasibul Hossain mit 31 Runs ihm dabei eine längere Partnerschaft ermöglichen. So verlor man im 42. Over alle Wickets und unterlag mit einer hohen Innings-Niederlage. Beste Bowler für Pakistan waren Danish Kaneria mit 6 Wickets für 52 Runs und Waqar Younis mit 4 Wickets für 19 Runs. Als Spieler des Spiels wurde Danish Kaneria ausgezeichnet.

### Zweiter Test in Colombo
| 6. – 10. September Scorecard | Colombo | Bangladesch 90 (36.4) & 328 (101.3)              | – | Sri Lanka 555-5d (103.3) |
|                              |         | Sri Lanka gewinnt mit einem innings und 137 Runs |   |                          |

Sri Lanka gewann den Münzwurf und entschied sich als Feld-Mannschaft zu beginnen. Bangladesch hatte große Probleme sich gegen die sri-lankischen Bowler zu behaupten. Mehrab Hossain mit 23 Runs und Mohammad Ashraful mit 26 Runs waren noch die besten Batsman in einem sehr einseitigen Innings. Im 37. over verlor Bangladesch sein letztes Wicket bei 90 erzielten Runs. Beste Bowler für Sri Lanka waren Muttiah Muralitharan mit 5 Wickets für 13 Runs und Chaminda Vaas mit 3 Wickets für 47 Runs. Für Sri lanka hingegen konnten sich ihre Eröffnungs-Schlagmänner etablieren. In den 51 Overn bis zum Ende des Tages verlor einzig Sanath Jayasuriya nach 89 Runs sein Wicket. Für ihn kam Kumar Sangakkara, der mit Marvan Atapattu den Tag bei einem Stand von 246/1 beendete. Am zweiten Tag verlor Sangakkara mit 54 Runs früh sein Wicket und wurde durch Mahela Jayawardene abgelöst. Dieser und Atapattu konnten das Batting für lange Zeit dominieren. Nach 201 Runs aus 259 Bällen gab Atapattu das Schlagrecht ab. Jayawardene tat gleiches nach 150 Runs und so deklarierte man das Innings nach 555 Runs und 5 verlorenen Wickets. Für Bangladesch war ihr zweites Innings von regelmäßigen Wickets durch Muralitharan geprägt. Javed Omar konnte als Eröffnungs-Schlagmann 40 Runs erzielen, bevor Aminul Islam ins Spiel kam, der als bald durch Mohammad Ashraful ergänzt wurde und so den Tag beim Stand von 100/4 beendeten. Am dritten Tag erzielte Islam 56 Runs aus 152 Bällen und ermöglichte so Ashraful ein Century von 114 Runs aus 212 Bällen zu erzielen. Nachdem Islam ausgeschieden war, wurde Ashraful noch durch Kapitän Naimur Rahman begleitet der 48 Runs erzielte. Im 102. Over verlor Bangladesch sein letztes Wicket und hatte auch in diesem Spiel eine klare Innings-Niederlage erlitten. Beste Bowler für Sri Lanka war Muttiah Muralitharan mit 5 Wickets für 98 Runs und Ruchira Perera mit 3 Wickets für 40 Runs. Als Spieler des Spiels wurde Muralitharan ausgezeichnet, der während des Spiels als Bowler mit den geringsten Innings sein 350. Wicket erzielt hatte.

## Finale
Nachdem beide Mannschaften für das Finale feststanden, entschieden Pakistan und Sri Lanka das letzte Gruppenspiel nicht mehr auszutragen und direkt zum Finale überzugehen. Dies wurde vor allem damit begründet, dass das Turnier nach dem Rückzug Indiens den Verbänden hohe Einnahmeverluste beschert hatte.

### Dritter Test in Lahore
| 6. – 10. März Scorecard | Lahore | Pakistan 234 (67) & 325 (101.5) | – | Sri Lanka 528 (139.5) & 33-2 (6.2) |
|                         |        | Sri Lanka gewinnt mit 8 Wickets |   |                                    |

Sri Lanka gewann den Münzwurf und entschied sich als Feldmannschaft zu Beginnen. Pakistan verlor schon früh seine beiden Eröffnungs-Schlagmänner. Der daraufhin hereinkommende Younis Khan erzielte 46 Runs und wurde damei vornehmlich von Inzamam-ul-Haq, der 29 Runs erzielte, begleitet. Als dieser sein Wicket verlor, hatten es die anderen Spieler schwer sich zu etablieren und es gelang nur Rashid Latif, der 36 Runs erzielte. So endete das pakistanische Innings nach 67 Over und 234 Runs. Bester Bowler für Sri Lanka war Muttiah Muralitharan mit 4 Wickets für 55 Runs. Sri lanka verlor zwar im ersten Ball seinen Eröffnungs-Batsman Marvan Atapattu, jedoch konnten Sanath Jayasuriya und Kumar Sangakkara mit dem Stand von 94/1 den Tag beenden. Am zweiten tag konnten beide Spieler weiterhin bestehen und Jayasuriya war der erste der mit 88 Runs sein Wicket verlor. Er wurde durch Mahela Jayawardene abgelöst, der 68 Runs erzielte. Sangakkara blieb bis zum 105. Over im Spiel und konnte dabei 230 Runs aus 327 Bällen erzielen. Kurz nach seinem Ausscheiden war der tag bei einem Stand von 447/5 beendet. Am dritten Tag konnten die verbliebenen sri-lankischen batsman noch auf 528 Runs erhöhen, wobei die letzten drei durch ein Hattrick von Mohammad Sami ausschieden. Dieser war auch mit 4 Wickets für 120 Runs der erfolgreichste Bowler des pakistanischen Teams. Pakistan konnte dieses Mal einen besseren Start in ihr Innings erreichen, als Shahid Afridi 70 Runs erzielte. Für weite Teile wurde er von Inzamam-ul-Haq begleitet, der mit Shoaib Malik den Tag beim Stand von 195/5 beendete. In der Nacht begann es zu Regnen und da dieser über den tag weitestgehend anhielt konnte Pakistan nur 55 Runs aus 31.5 Overn hinzufügen. Am vierten Tag konnte Inzamam-ul-Haq sich bis auf 99 Runs steigern, bevor er sein Wicket verlor. Dies eröffnete Sri Lanka die Möglichkeit auch die restlichen Batsman aus dem Spiel zu entfernen. Zwar konnten sie das Follow-On verhindern, jedoch benötigte Sri Lanka nur 32 Runs um das Spiel zu gewinnen. Beste Bowler waren Muttiah Muralitharan mit 4 Wickets für 72 Runs und Chaminda Vaas mit 4 Wickets für 85 Runs. In ihrem Innings verlor Sri lanka zwar noch zwei Wickets, aber konnten sich im 7. Over den Turniersieg sichern. Als Spieler des Spiels wurde Kumar Sangakkara ausgezeichnet.

## Wikilinks
- Turnier auf Cricinfo